# Manoscritto Pepys

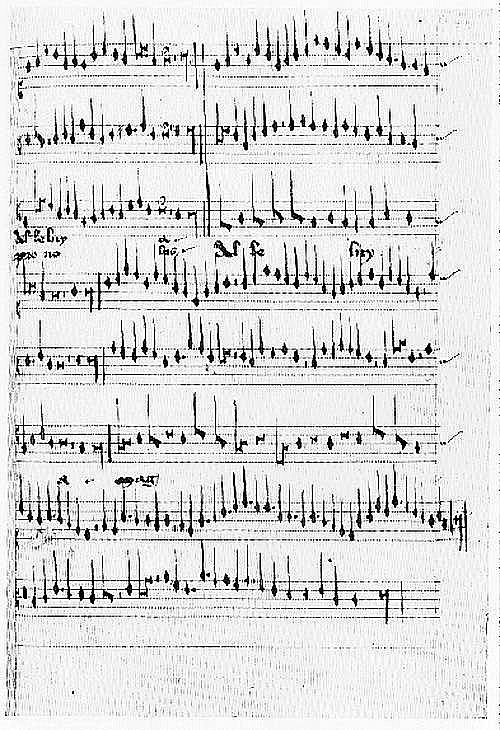
Una pagina del Manoscritto Pepys, che mostra la mancanza assoluta di abbellimenti miniati.

Il Manoscritto Pepys è un libro corale e codice musicale inglese del tardo XV secolo.

## Opera
Assieme al Manoscritto Ritson è molto meno elaborato del Libro corale di Eton e di quelli Lambeth e Caius. Esso contiene pezzi più brevi e di semplice scrittura che sembrano essere stati composti per cori meno numerosi e dai componenti meno musicalmente capaci. Il libro ricevette il nome dalla collezione appartenuta a Samuel Pepys. Egli descrisse esso come contenente "musica monastica del tempo di Edoardo IV" ma dalla consultazione dei pezzi contenuti sembra si tratti di composizioni di alcuni anni precedenti. Esso fu probabilmente completato intorno al 1465, poiché contiene musiche attribuite a Sir William Hawte - riferito come "cavaliere" - ed effettivamente fatto cavaliere in quell'anno.